# نيا كيوس
ني كيوس (Νέα Κίος) هي مدينة في أرغوليس في مقاطعة كينتريكي إلادا في اليونان.